# Humphry Ditton
Humphry Ditton, né en mai 1675 à Salisbury en Angleterre, mort en 1715 à Londres, est un mathématicien anglais et prêtre anglican.

## Biographie
Humphry Ditton naît le 29 mai 1675 à Salisbury en Angleterre,,. Il étudie la théologie, et devient ministre du culte à Tonbridge dans le Kent.
Il s'installe à Londres en 1705. C'est seulement à partir de ce moment-là qu'il se consacre aux mathématiques,. Il publie en 1706 un traité sur les « fluxions », consacré au calcul différentiel ; cet ouvrage a une grande influence en Angleterre, où il fait connaître les travaux de Newton, comme le fera aussi William Jones.
Ditton publie ensuite son Algèbre en 1709, puis un traité de perspective en 1712,. Il écrit aussi beaucoup d'articles, publiés dans les Philosophical Transactions of the Royal Society. Il publie en 1714 un Discours sur la résurrection de Jésus-Christ.
Il est le premier à essayer d'expliquer par les mathématiques le phénomène de la capillarité,. Il invente aussi avec William Whiston une méthode pour déterminer la longitude d'un lieu,, mais bien que Newton ait approuvé cette méthode, le Bureau des longitudes ne l'admet pas, la jugeant inapplicable en pratique.
Il meurt en 1715 à Londres, au Christ's Hospital.